# Palyam
 (novembre 2023).
La mise en forme du texte ne suit pas les recommandations de Wikipédia : il faut le « wikifier ».
Les points d'amélioration suivants sont les cas les plus fréquents. Le détail des points à revoir est peut-être précisé sur la page de discussion.
- Les titres sont pré-formatés par le logiciel. Ils ne sont ni en capitales, ni en gras.
- Le texte ne doit pas être écrit en capitales (les noms de famille non plus), ni en gras, ni en italique, ni en « petit »…
- Le gras n'est utilisé que pour surligner le titre de l'article dans l'introduction, une seule fois.
- L'italique est rarement utilisé : mots en langue étrangère, titres d'œuvres, noms de bateaux, etc.
- Les citations ne sont pas en italique mais en corps de texte normal. Elles sont entourées par des guillemets français : « et ».
- Les listes à puces sont à éviter, des paragraphes rédigés étant largement préférés. Les tableaux sont à réserver à la présentation de données structurées (résultats, etc.).
- Les appels de note de bas de page (petits chiffres en exposant, introduits par l'outil «  Source ») sont à placer entre la fin de phrase et le point final[comme ça].
- Les liens internes (vers d'autres articles de Wikipédia) sont à choisir avec parcimonie. Créez des liens vers des articles approfondissant le sujet. Les termes génériques sans rapport avec le sujet sont à éviter, ainsi que les répétitions de liens vers un même terme.
- Les liens externes sont à placer uniquement dans une section « Liens externes », à la fin de l'article. Ces liens sont à choisir avec parcimonie suivant les règles définies. Si un lien sert de source à l'article, son insertion dans le texte est à faire par les notes de bas de page.
- La présentation des références doit suivre les conventions bibliographiques. Il est recommandé d'utiliser les modèles {{Ouvrage}}, {{Chapitre}}, {{Article}}, {{Lien web}} et/ou {{Bibliographie}}. Le mode d'édition visuel peut mettre en forme automatiquement les références.
- Insérer une infobox (cadre d'informations à droite) n'est pas obligatoire pour parachever la mise en page.

Pour une aide détaillée, merci de consulter Aide:Wikification.
Si vous pensez que ces points ont été résolus, vous pouvez retirer ce bandeau et améliorer la mise en forme d'un autre article.
Le Palyam (hébreu : פלי"ם, une abréviation de Plugat HaYam (פלוגת הים) était la branche maritime du Palmach spécialisée dans les opérations amphibies et le sabotage naval.

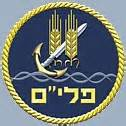
Emblème du Palyam

## Histoire
Le Palyam a été créée en avril 1945 en tant que dixième compagnie du Palmach (Pluga Yud), issue du peloton naval du Palmach. Le premier commandant de la compagnie fut Abraham Zakai. Il appartenait au Quatrième Bataillon qui était le Bataillon d'État-major du Palmach, rattaché au bataillon d'état-major du Palmach (le 4e bataillon).
La division était responsable des unités de démolition sous-marine et d'activité maritime. La majorité de leurs activités étaient liées à l'escorte des navires de l'Aliyah Bet, des navires d'immigration (66 au total) transportant des réfugiés juifs d'Europe par bateau, malgré le Livre blanc britannique de 1939 limitant l'immigration juive en Palestine mandataire.
D'août 1945 à mai 1948, environ soixante-dix Palyamniks (membres du Palyam) ont escorté près de 70 000 immigrants au cours de 66 voyages maritimes, de la Suède au nord à l'Algérie au sud, de la France à l'ouest jusqu'à la Roumanie à l'est. Ils ont également escorté les navires d'armes qui transportaient des armes vitales pendant la guerre.
À la veille de la guerre israélo-arabe de 1948, le Palyam comptait environ quatre cents marines, dont quatre-vingts étaient diplômés du cours d'officier de marine dispensé à l'école de marine près du Technion, et soixante-dix d'entre eux étaient diplômés du cours de commandant de navire au kibboutz Sdot Yam.
Le quartier général du Palyam était situé dans le kibboutz Sdot Yam, mais l'unité avait des installations dans les kibboutz Neve Yam, Ma'abarot, Giv'at HaShlosha, Shefayim et Yagur.
Le 17 mars 1948, le service naval (le précurseur du corps maritime israélien) fut formé et les Palyam reçurent l'ordre de le rejoindre. L'ordre stipulait que cette force devait s'appuyer en priorité  le Palyam et que l'ensemble de l'unité devait être transféré de l'état-major du Palmach à l'état-major de l'armée. Cet ordre rencontra de nombreuses difficultés dans sa mise en œuvre, la moindre d’entre elles étant le fait que plus de la moitié des effectifs du Palyam furent dirigés vers la bataille de Jérusalem, dans le cadre de l'opération Nahshon. Une fois l’opération terminée et après que les combattants furent libres de s’enrôler, les Palyamniks constituèrent la majorité des recrues de la marine nouvellement créée. De nombreux membres du Palyam formaient le personnel de base et le commandement du service naval. En fait, la plupart des commandants de navires au cours des premières années d'existence de la Marine, et jusqu'en 1975, la plupart des commandants en chef de la Marine, étaient des vétérans du Palyam.
Le Palyam s'est notamment illustré pendant la guerre d'indépendance, le service naval a réussi à éliminer la menace de la marine égyptienne des côtes du pays et même à couler le navire amiral égyptien à l'aide de hors-bord explosifs.

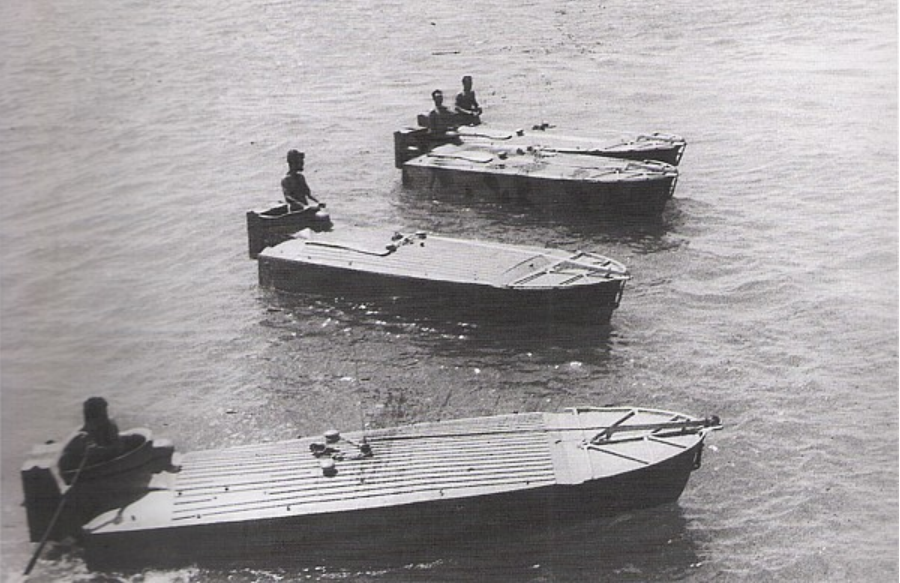
Hors-bords explosifs utilisés pendant la guerre d'indépendance

Lorsque l’État a été officiellement créé, le service naval a reçu ses premiers navires de combat de la «flotte fantôme» – les navires utilisés lord de l'Aliyah Bet qui ont été confisqués par les Britanniques et amarrés dans le port de Haïfa le long de la digue. Les trois premiers navires convertis pour être utilisés dans la marine étaient le brise-glace «A-16», anciennement navire Aliyah Bet «The Jewish State», et les deux corvettes sœurs «K-18» et «K-20», respectivement «Wedgwood» et «Haganah».
Les membres du Palyam spécialisés dans le sabotage maritime ont formé Shayetet 13, l'unité du commando naval de Tsahal équivalent des Navy SEALs aux États-Unis.

## Palyamniks notables
- Yohai Ben Nun, commandant du Plugot HaNamal[2]
- Yigal Weiss, membre de la Hulya (unité de pompiers) avec Yohai ben-Nun et Shaul Oren
- Yehuda. L. Ben-Tzur, commandant du Palyam
- Arieh Kaplan – Commandant du Palyam. Arieh (Kipi) fut choisi comme premier commandant des camps d'immigrants à Chypre. Il a créé une unité de défense parmi les immigrants qui avaient l'intention de s'enrôler dans le Palmach, conçue pour répondre aux besoins de sécurité intérieure et aider les membres du Palmach à garder le contrôle du camp.
- Yossi Harel, commandant de quatre expéditions entre 1946 et 1948, dont le bateau President Warfield, plus connu sous le nom d'« Exodus 1947 » [3]
- Dov Magen, membre du Palyam entre 1942 1948, commandant du Wedgewood et participa au transport de 1257 immigrants depuis l'Italie, il travailla par la suite pour le Mossad[4].
- Zalman Perach, commandant du Palyam. Zalman commandait le navire Haapala « Enzo Sereny » qui naviguait depuis le nord de Savone, en Italie. Le 9 janvier 1946, avec à son bord 908 immigrants. Les destroyers britanniques ont forcé le navire à naviguer vers le port de Haïfa, où il est arrivé le 17 janvier. Les immigrants ont été débarqués et emmenés en détention au camp d'Atlit.
- Les Solomon, ranger de l'armée américaine qui a débarqué en Normandie, a navigué sur Altalena et a servi sur un navire Palyam. A travaillé avec Bill Gates avant la création de Microsoft et a été rédacteur technique du magazine Popular Electronics.
- Shmuel Tankus, devenu chef de la marine [5]
- Emmanuel Weinstein (plus tard appelé Lukas Vongard), a servi dans la Marine royale canadienne, a aidé à préparer le « President Warfield » sous le nom de Haganah Ship Exodus 1947, a rejoint l'équipage du Tradewinds (Hatikvah), a servi dans l'unité de sabotage maritime de la Haganah, puis à l'unité "HaPortzim" combattant pour Jérusalem. En juin 1948, il fut transféré dans la marine israélienne naissante.
- Shmuel Yanai, commandant du Palyam
- Yoska Yariv, commandant du Palyam
- Avraham Zakai, premier commandant du Palyam